# Dödsspelet (1988)
Dödsspelet (The Dead Pool) är en amerikansk film från 1988, i regi av Buddy Van Horn. Dödsspelet är den femte och sista filmen om Harry Callahan, alias Dirty Harry. Filmen hade Sverigepremiär den 10 februari 1989.

## Handling
Filmen börjar med att rockstjärnan Johnny Squares (Jim Carrey) hittas mördad. Harry Callahan (Clint Eastwood) får i uppdrag att utreda mordet. Callahan upptäcker att regissören i filmen, som Johnny Squares medverkade i, är med i ett spel där deltagarna försöker förutspå vilka som kommer att dö antingen av naturliga orsaker eller dödas. En av dem som är med på listan över dessa är Harry Callahan själv, och en efter en dödas personerna som var med på listan. Samtidigt försöker maffiabossen Lou Janero att döda Harry, så han måste se sig för så han inte själv faller offer för den hänsynslöse mördaren eller maffiabossen.

## Rollista (urval)
- Clint Eastwood - Polisinspektör "Dirty" Harry Callahan
- Patricia Clarkson - Samantha Walker
- Liam Neeson - Peter Swan
- Jim Carrey - Johnny Squares
- Charles Martinet - reporter